# Ротор
Роторът (от латински: rotare – „въртя се“) е движещата се кръгообразно (ротираща) част на машина, електромотор, например в пералня, часовник, вертолет или агрегат. Той се състои от намотка, навита върху желязно ядро за увеличаване на магнитните сили.
При вертолетите и електрогенераторите като ротор се обозначава въртящата се част на машината.

## Принцип на действие
В трифазна индукционна машина, променливият ток се доставя до намотките на статора, при което се образува въртящ се магнитен поток. Потокът създава магнитно поле в пространството между статора и ротора, при което се индуцира напрежение, създаващо ток през пластините на ротора. Роторната верига е окъсена и в роторните проводници протича ток. Действието на въртящия се поток и токът пораждат сила, която генерира въртящ момент за стартиране на двигателя.
Роторът на алтернатор е съставен от намотка, навита около желязно ядро. Магнитната част на ротора е съставена от стоманени пластини. Когато протече ток през намотката, се образува магнитно поле около ядрото. Както всеки магнит, това магнитно поле има северен и южен полюс. Нормалната посока по часовниковата стрелка на двигателя, която роторът захранва, може да се управлява с помощта на магнитите и магнитните полета, инсталирани в конструкцията на ротора, което позволява на двигателя да работи в обратен режим (обратно на часовниковата стрелка).